# Wulfgar
Wulfgar es un personaje del universo de Reinos Olvidados. Hijo de Beornegar, es un bárbaro, compañero del drow Drizzt Do'Urden, Catti-Brie, Bruenor Battlehammer y Regis en varias novelas de R.A. Salvatore.

## Apariencia física
Wulfgar es un hombre alto, 2,10 m, de pelo rubio y ojos azules (comunes en las tribus bárbaras de las que precede), con una musculatura increíblemente desarrollada durante el periodo de cinco años en que permaneció al servicio del rey Bruenor Battlehammer, trabajando mano a mano con los enanos, quienes tienen fama de incansables. 
Se le describe como de espaldas anchas, fuerte torso y gruesos brazos, con cintura estrecha. A pesar de su tamaño es bastante ágil. Durante las novelas es bastante joven, y tiene cara aniñada, aunque más adelante se dejará barba.
Una vez levantó un hombre de 300 libras con un solo brazo y después lo arrojó.

## Biografía
Cuando solo era un niño, Wulfgar era el portador de la bandera de Heafstaag, rey de la Tribu Elk . En la batalla de Diez Ciudades, Bruenor Battlehammer, un enano, lo dejó inconsciente de un golpe en la cabeza. Tras la batalla, cuando la gente de Diez Ciudades se disponía a rebanar la garganta a los bárbaros que seguían con vida, el rey Bruenor le perdonó la vida a Wulfgar. En lugar de la muerte, condenó al muchacho a vivir cinco años y un día a su servicio. A lo largo de ese tiempo, Wulfgar cambió su percepción de Bruenor de amo a padre, además de desarrollar una sólida amistad con la hija adoptiva de este, Catti-Brie, de la que se acabaría enamorando. Bruenor forjó Aegis-fang para Wulfgar. Cuando la sentencia llegaba a su fin, Bruenor le pidió a Drizzt Do'Urden que le enseñara a Wulfgar a luchar.
Cuando Akar Kessel trató de conquistar Diez Ciudades, Wulfgar cumplió el deseo de su padre Beornegar de matar al dragón blanco Muerte Helada (Ingeloakastimizilian). Con la ayuda de Drizzt, Wulfgar desafió y mató a la criatura, ganando el título de «Matadragones». Con esta hazaña en su haber, fue capaz de desafiar al rey Heafstaag a combatir por el liderazgo de las tribus bárbaras. Wulfgar derrotó al rey y se convirtió en el líder de la Tribu de los Elk, y condujo a las tribus en ayuda de la gente de Diez Ciudades. 
Más adelante, Wulfgar fue capturado por una yochlol cuando él y sus compañeros trataban de salvar a Drizzt de sus congéneres drow. Wulfgar provocó la caída de un techo sobre sí y la yochlol para impedir que matara a Catti-Brie. Sin embargo Wulfgar no murió, sino que fue arrastrado al Abismo por la yochlol ante su señora Lloth, quien más adelante entregaría a Wulfgar al demonio Errtu para que este pudiera espiar la ciudad drow de Menzobarranzan durante la Era de los Trastornos. Cuando Errtu fue convocado por un hechicero inexperto, Errtu escapó y se llevó a Wulfgar con él. Drizzt y el resto derrotaron a Errtu y lo mandaron de vuelta al Abismo, pero durante este tiempo como prisionero, la mente de Wulfgar casi se había quebrado. Como consecuencia, más adelante hiere a Catti-Brie durante una alucinación, lo que le causa gran angustia. En un esfuerzo por no seguir haciendo daño a sus compaleros, Wulfgar abandona el grupo y se dirige al Norte durante un tiempo, donde acaba trabajando en una taberna llamada The Cutlass, propiedad de Arumn Gardpeckk. 
Wulfgar acaba por convertirse en portero de la taberna de Arumn, donde también trabaja Delly Curtie, de quien será amante y que bastante tiempo después se enamora de él, aunque Wulfgar estaba empezando a beber demasiado. Josie Puddles, un cobarde amigo de Arumn, roba el martillo de Wulfgar, temiendo que cuando este decidiera despedir al enorme bárbaro este decidiera usarlo para hacer pedazos la taberna. Wulfgar es entonces acusado de intento de asesinato al Capitán Deudermont de la Sea Sprite, con quien había navegado muchos años atrás. El bárbaro es llevado al Carnaval de Prisioneros, un espectáculo llevado a cabo por el Magistrado Jarkheld, donde los condenados (incluso los que resultan ser inocentes de los crímenes de los que se les acusa) son torturados de diversas maneras hasta que admiten su crimen, y morir así de forma rápida. Wulfgar y su amigo Morik el Pícaro, un conocido ladrón, luchador en las calles de Luskan y compañero de bebida de Wulfgar durante varios meses, quien había sido acusado del mismo crimen que él, furon perdonados por el Capitán Deudermont y dejaron la ciudad al ser desterrados y negarse a navegar de nuevo con el Capitán. Después de esto Wulfgar trata, durante un breve período, olvidar las torturas a las que fue sometido durante su cautiverio con Errtu sin recurrir al alcohol. Después de un incidente en el pequeño feudo de Auckney en torno a la esposa de un joven noble y una mentira destinada a salvar a su hijo ilegítimo, Wulfgar y Morik parten de nuevo con una bebé, y Wulfgar es finalmente capaz de deshacerse de sus demonios sin el alcohol, después de presenciar un acto de inmenso coraje por parte de la dama, cuando ella no ganaba nada con dicho acto. Morik y él vuelven a Luskan durante un breve periodo para dejar algunas cosas claras, la mayoría en The Cutlass. Después de disculparse con Arumn por su comportamiento destructivo, y con Delly por no corresponder sus sentimientos, deja Luskan junto con Morik, Delly y la niña sin nombre a su lado.
Wulfgar y Delly viajan entonces a la ciudad de Aguasprofundas, donde Wulfgar se unió al Capitán Deudermont y la compañía del Sea Sprite en busca del pirata al que Josie Puddles vendió su martillo. Tras dejar de lado su búsqueda por mar, viaja a las tierras del norte en busca de la pirata Sheila Kree. Por casualidad se encuentra de nuevo con sus viejos amigos, a quienes había abandonado meses atrás. Con su ayuda (y en menor medida con la de Morik, quien había estado durmiendo con la hechicera de la tripulación de Sheila Kree) recupera el martillo después de enfrentarse a un clan entero de ogros. Catti Brie hunde entonces a Sheila Kree y su tripulación al intentar huir estos al mar. 
Cuando Thibbledorf Pwent y la Brigada Gutbuster llegan, llevando noticias de que Gandalug Battlehammmer ha muerto, Wulfgar viaja con sus viejos compañeros y todo el clan de enanos Battlehammer del Valle del Viento Helado a Mithril Hall para que Bruenor Battlehammer pueda reanudar su reinado. Un tiempo después, Bruenor decide buscar otra residencia perdida de los enanos llamada Gauntlgrym, y sus amigos lo acompañan, junto con una guardia de 500 enanos. En su travesía a través de la Espina del Mundo, la caravana se encuentra la ruina del pequeño asentamiento humano de Clicking Heels, que había sido arrasado por una multitud de orcos y gigantes de hielo. Más tarde recogen a los dos únicos supervivientes de una expedición de la Ciudadela Felbarr destruida de forma similar. Bruenor decide entonces llevarse a sus compañeros y un pequeño destacamento de enanos a comprobar si otros pueblos de la región han sufrido la misma suerte. Delly se queda atrás, y Wulfgar promete reencontrarse con ella en Mithril Hall pasado un tiempo. 
Durante el viaje, el grupo entra en un pequeño pueblo de Shallows, una pequeña y próspera comunidad de unas 120 personas y un hechicero llamado Withegroo. Es durante este tiempo cuando, durante el desarrollo de una guardia, un destacamento de la guardia de los Shallows tropieza con una gran fuerza de los orcos y es aplastada, con único superviviente que se las apaña para huir y esconcerse. El superviviente regresa rápidamente al pueblo para avisarles sobre los orcos. Cuando comienza el ataque, Wulfgar recibió el cometido de hacerse cargo de la defensa de una sección entera de la muralla, junto con Regis, Bruenor y sus enanos, y el resto de la milicia haciéndose cargo del resto (Drizzt no logró entrar en el recinto amurallado antes de que comenzara el ataque), mientras que Withegroo y los arqueros de la ciudad (Catti-Brie entre ellos) disparan sobre la muralla desde la torre situada en el centro de la ciudad. Wulfgar actúa de forma admirable, defendiendo el muro ante una fuerza masiva de 1000 orcos. Rechazando las escalas y a aquellos pocos que logran subir el muro, Wulfgar permanece inmóvil, incluso tras incontables horas en las que el cansancio empieza a hacer mella en ellos. Desafortunadamente, mucha gente perece (un tercio de los defensores) durante el primer asalto debido a 10 gigantes de hielo que lanzaban incansablemente rocas contra sus defensas. Muchos más orcos mueren. Desafortunadamente, después del último intento de Bruenor y sus enanos de apartar a los orcos de las puertas principales, este cae inconsciente, habiendo recibido muchos golpes que habrían matado a un enano menos fuerte. Durante este tiempo, Regis trata de llegar hasta una de las avanzadillas enanas. Cuando el ataque comienza de nuevo, los defensores se las apañan una vez más para resistir ante la invasión. Lamentablemente, el segundo al mando de Bruenor, Dagnabbit, cae antes incluso de comenzar, cuando un gigante alcanza con una roca la torre de Withegroo, desde la que estaba gritando sus órdenes, resultando muerto junto con otros tres enanos. Después del segundo asalto, las murallas empiezan a flaquear, y muchos otros defensores caen. Wulfgar, Catti-Brie, Withegroo y sus diezmadas fuerzas consiguen rechazar el último ataque. Después de que el hechicero invoque su última bola de fuego, matando un gran número de orcos, Wulfgar resiste inamovible ante el mar de orcos que se venía sobre él y continúa blandiendo su martillo hasta que cede la presión de pronto, dejándoles confusos por la causa del repentino remanso. Un gran ídolo de mader a de Gruumsh Un-Ojo es llevada al campamento orco por una caravana de extraños Orcos. Cuando el ídolo empieza a abrirse, los orcos lo rodean y son derrotados por los Gutbusters que salen de él. Los recienllegados se quitan entonces sus capas encantadas, revelando que son en realidad Regis, los hermanos Bouldershoulder y una pequeña fuerza de enanos.
En Las dos espadas, Delly cae bajo el potente influjo de la espada Khazid' hea, y resulta muerta a manos de los orcos. La gente del pueblo se lleva a Colson sin decírselo a Wulfgar. Cuando consiguen repeler el ataque orco sobre las puertas de Mithril Hall y empieza la reconstrucción, parte junto a una  Catti-Brie, que tiene una lesión en una pierna que no le permite andar correctamente, a la busca del Colson, la cual encuentran en la ciudad de Nesme. Allí después de una disputa consiguen a la niña y Wulfgar le comunica a  Catti-Brie que no volverá con ella a Mithril Hall. Wulfgar decide llevar a Colson con su verdadera madre la cual asiente a quedarse con ella. Wulfgar vuelve al Valle del Viento Helado junto con su tribu, llevando una prueba de superación para volver a integrarse, en la cual pasa todo un año, superando estación tras estación al temible Valle. Allí lo encontraran por última vez Drizzt y Regis confirmando que su amigo está bien y que se integrara de nuevo en su tribu.
No se conoce la causa de su muerte, pero se supone que será de viejo, alcanzando una vida plena allí en el valle del viento helado, cuando Bruenor muere y va al bosque donde habitan los espíritus de Catti-Brie y Regis, encuentra tb al de un rejuvenecido Wulfgar.

## Aegis-fang
Aegis-fang (derivado del escudo mítico Aegis) es el arma que usa Wulfgar. Fue forjada por el mismo mientras permaneció al servicio del rey enano. Fue la obra maestra de Bruenor. Su cabeza está hecha de Mithril puro con un revestimiento de diamante mágicamente adherido durante la forja, y un mango de adamantio. La cabeza está grabada con inscripciones mágicas secretas de Moradin que están cubiertas por los símbolos de Dumathoin, guardián de los secretos de la montaña, el dios enano del conocimiento, y Clangeddin, en dios enano de la batalla.
Es un martillo de guerra enano grande, pesado y perfectamente equilibrado (posee una bonificación de +5). Cuando se arroja sobre cualquier gigante o monstruo de la familia de los gigantes, este cae muerto. Cualquier persona que no supere una estatura de 6'5" y no tenga una fuerza considerable encontrará difícil manejarla con propiedad. Está mágicamente ligada a Wulfgar y reaparece en su mano si recibe dicha orden.
Wulfgar ha entrenado mucho con esta arma. La usó en dos batallas contra dragones, Muerte Helada y Tiniebla Brillante, saliendo victorioso en ambas ocasiones. También la usó contra el demonio Errtu en una batalla junto a sus compañeros Drizzt y Bruenor, logrando de nuevo la victoria.